# Pont atirantat

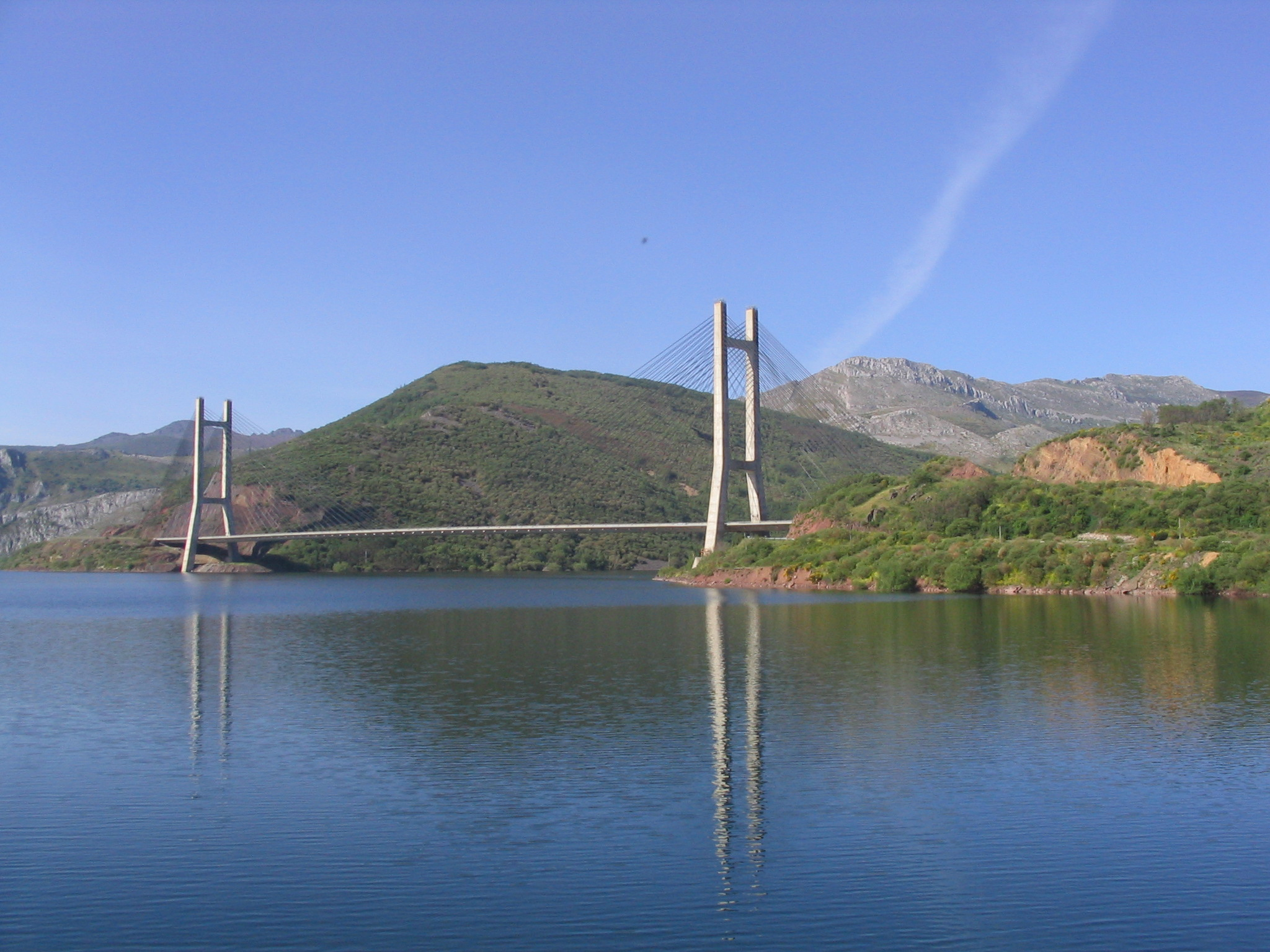
Foto del Pont Enginyer Carlos Fernández Casado, un pont atirantat típic.

Un pont atirantat és un pont el tauler del qual està suspès d'un o més pilons centrals mitjançant tirants o obencs. Es distingeix dels ponts penjants perquè en aquests els cables principals es disposen de piló a piló, sostenint el tauler mitjançant cables secundaris verticals, i perquè els ponts penjants treballen principalment a tracció, i els atirantats tenen parts a tracció i altres a compressió. També hi ha variants d'aquests ponts que els tirants van del tauler fins al pilar situat a un costat, i a partir d'aquest, a terra, o bé, com el Pont de l'Alamillo, estar units al pilar sol.

## Característiques

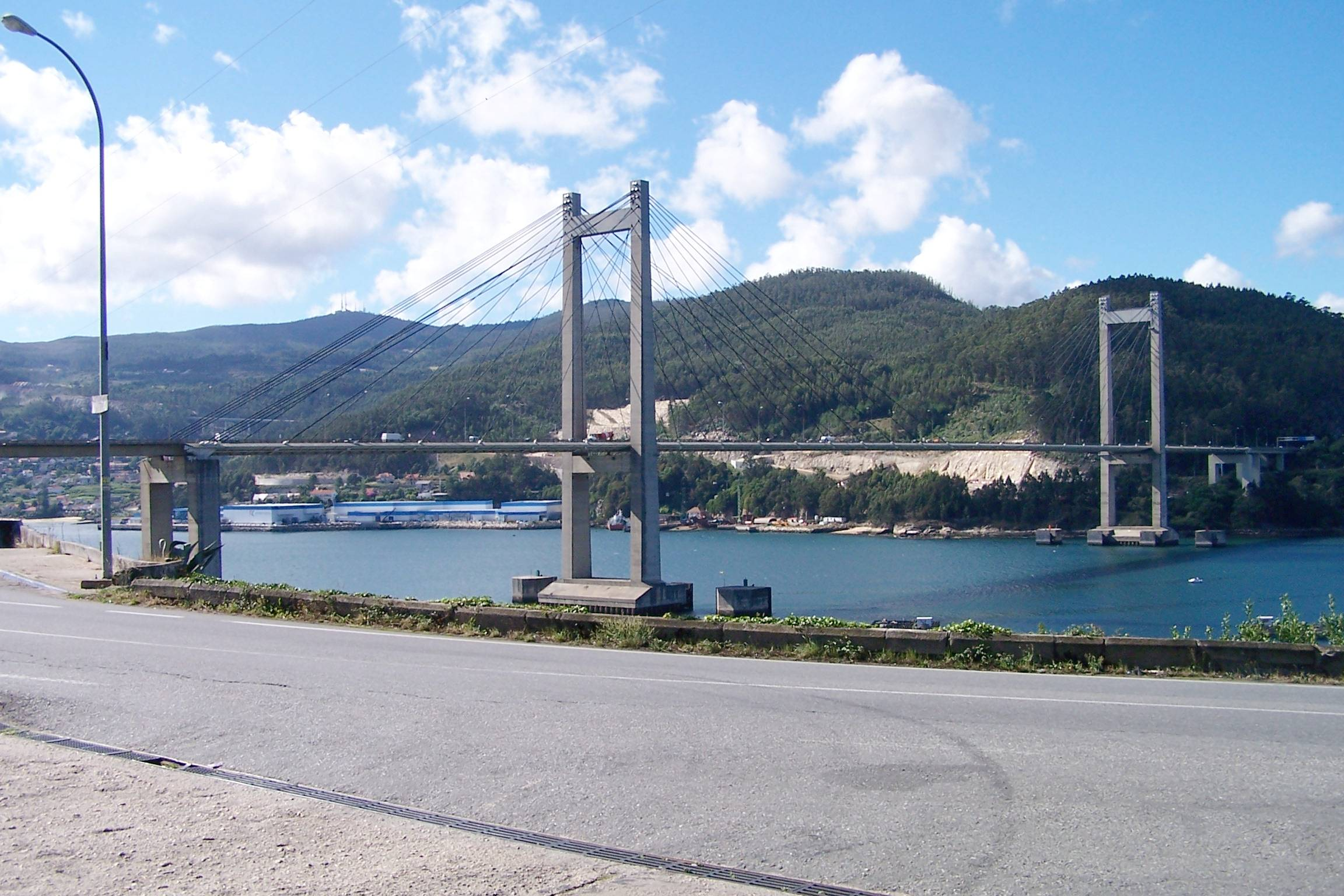
Pont de Rande, amb dos pilars simètrics formats per dues torres, unides per la part superior i per sota de la pista, que se subjecta des dels seus vores (dos plans de atirantat).

Els ponts atirantats o de tirants ocupen un punt intermediari entre els ponts d'acer de contrapès i els penjants. Un pont penjant, requereix més cables (i més acer), i un contrapès, i més acer. Encara que del punt de vista estructural serien ponts que treballen en mode contrapès.
Aquest tipus de ponts es va començar a utilitzar a mitjan segle xx, i van substituir els ponts en mènsula.
Aquesta mena de ponts es construeix en obertures mitjans i grans, com en estrets, encara que per obertures més grans d'un quilòmetre, en l'actualitat es fan servir només ponts penjants. Aquesta mena de ponts també serveix per a construir petites passarel·les de vianants.
Dues de les característiques d'aquests ponts és el nombre de pilons, hi ha ponts amb un de sol, o amb diversos, el més típic és estar construïts amb un parell de torres a prop dels extrems. També es caracteritzen per la forma dels pilons (forma d'H, d'Y invertida, d'A, de A tancada per la part inferior (diamant), una sola pila…), i si els tirants estan subjectes a banda i banda de la pista, o si la mantenen partint del centre (dos plans d'atirantat, o un de sol respectivament). També és característic la disposició dels tirants, puix que poden ser paral·lels, o convergents (radials) respecte a la zona on s'agafen al piló. També poden tenir un gran nombre de tirants pròxims, o pocs i separats, com en els dissenys més antics.
Alguns ponts tenen els pilars els mateixos tirants en el buit central del pont que en els dels extrems, altres, tenen més cables al va del centre que en els vans extrems, també coneguts com a vans de compensació.
Alguns ponts atirantats, són ponts mixtos, amb uns vans atirantats, i altres de tipus pont biga, com és el cas del Pont de Rande. Els ponts empren bastant els cables d'acer és el que sosté els ponts penjants.

## Comparació amb els ponts penjants

Diferents tipus de piles per pont atirantat

Els ponts atirantats, sobretot si tenen diverses torres, poden semblar molt semblants als penjolls, però no ho són. En la construcció, en un pont penjant es disposen molts cables de petit diàmetre entre els pilars i els extrems on s'ancoren a terra o un contrapès, aquests cables, són l'estructura primària de càrrega del pont. Després, abans de muntar la pista, es suspenen cables del cable principal, i més tard es munta aquesta, sostenint d'aquests cables, per a això, la pista s'eleva en seccions separades i s'instal. Les càrregues de la pista es transmeten als cables, i d'aquest al cable horitzontal, i després, als pilars, els contrapesos dels extrems, reben una gran força horitzontal.
En els ponts atirantats, les càrregues, es transmeten al pilar central a través dels cables, però en estar inclinats, també es transmeten per la mateixa secció, fins al pilar, on es compensa amb la força rebuda per l'altra banda, no amb un contrapès a l'extrem, per això, no requereixen ancoratges als extrems.

Diferències entre els diferents tipus de ponts
Pont penjant
Pont atirantat, disseny en ventall
Pont atirantat, disseny en arpa

## Variacions

### Pont de tirants de piló lateral
En aquest tipus de pont, el piló, no està situat en el mateix pla de la pista (longitudinal), sinó una mica de banda, aquest disseny permet ponts amb pistes alguna cosa corbes.

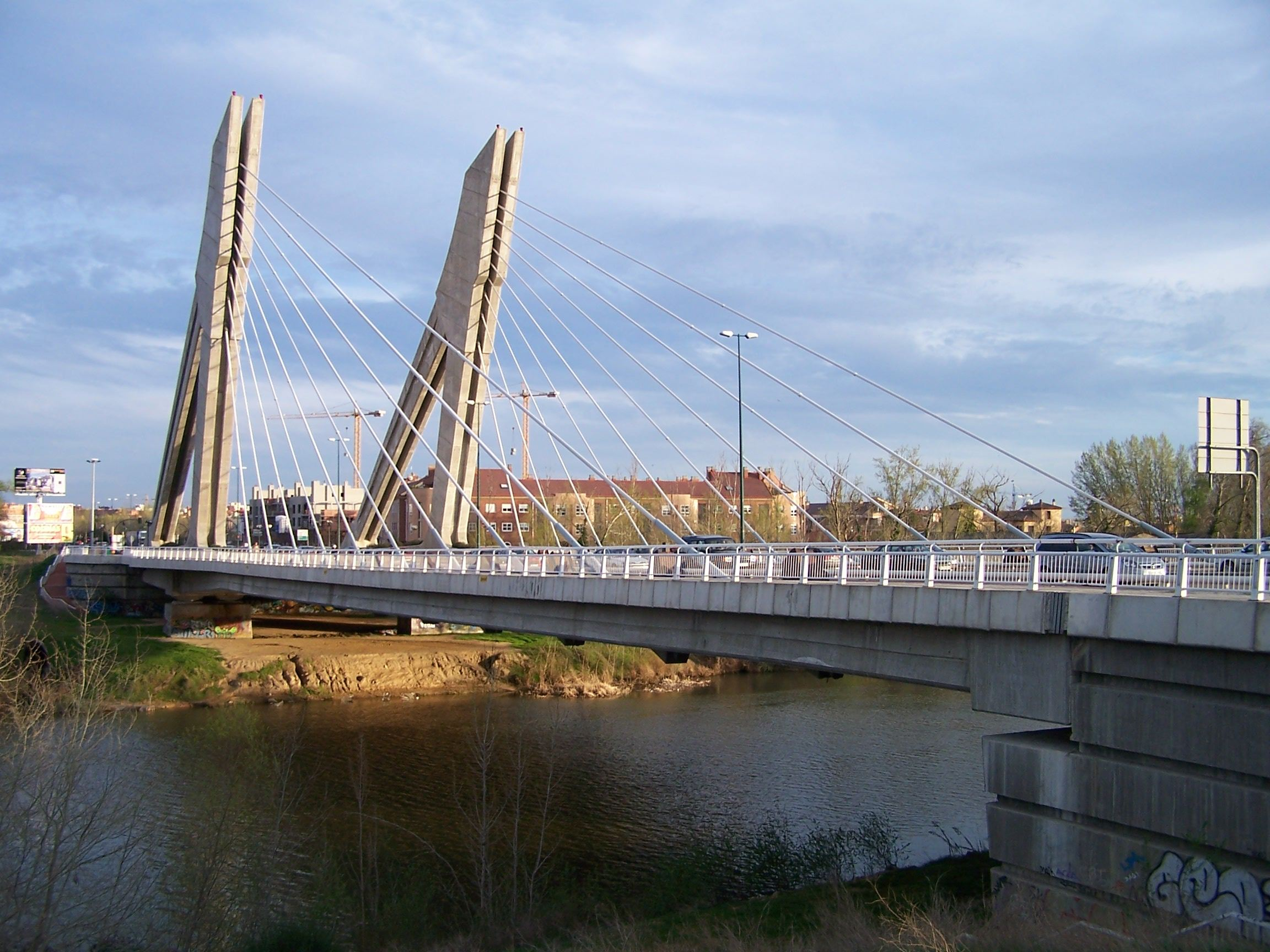
Pont d'Hispanoamèrica, Valladolid.
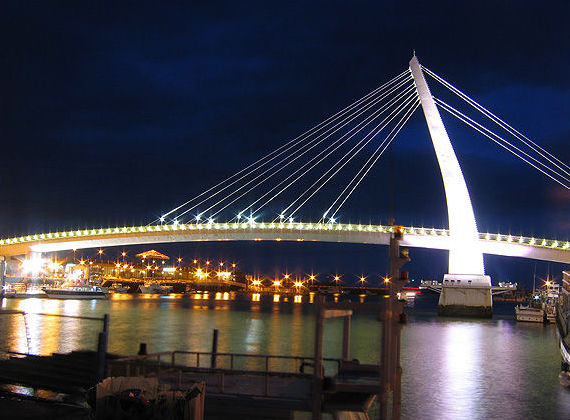
"Pont de l'amor", Taiwan

### Pont atirantat asimètric
Aquest vato de ponts, fa servir un pilar a un extrem del pont a què arriben els cables. Aquests ponts no són gaire diferents respecte als atirantats normals. La força dels cables pot ser compensada continuant aquests fins a uns contrapesos a terra. Els cables, poden ser substituïts per pilars de formigó premsat treballant a compressió.

### Pont atirantat de piló contrapès

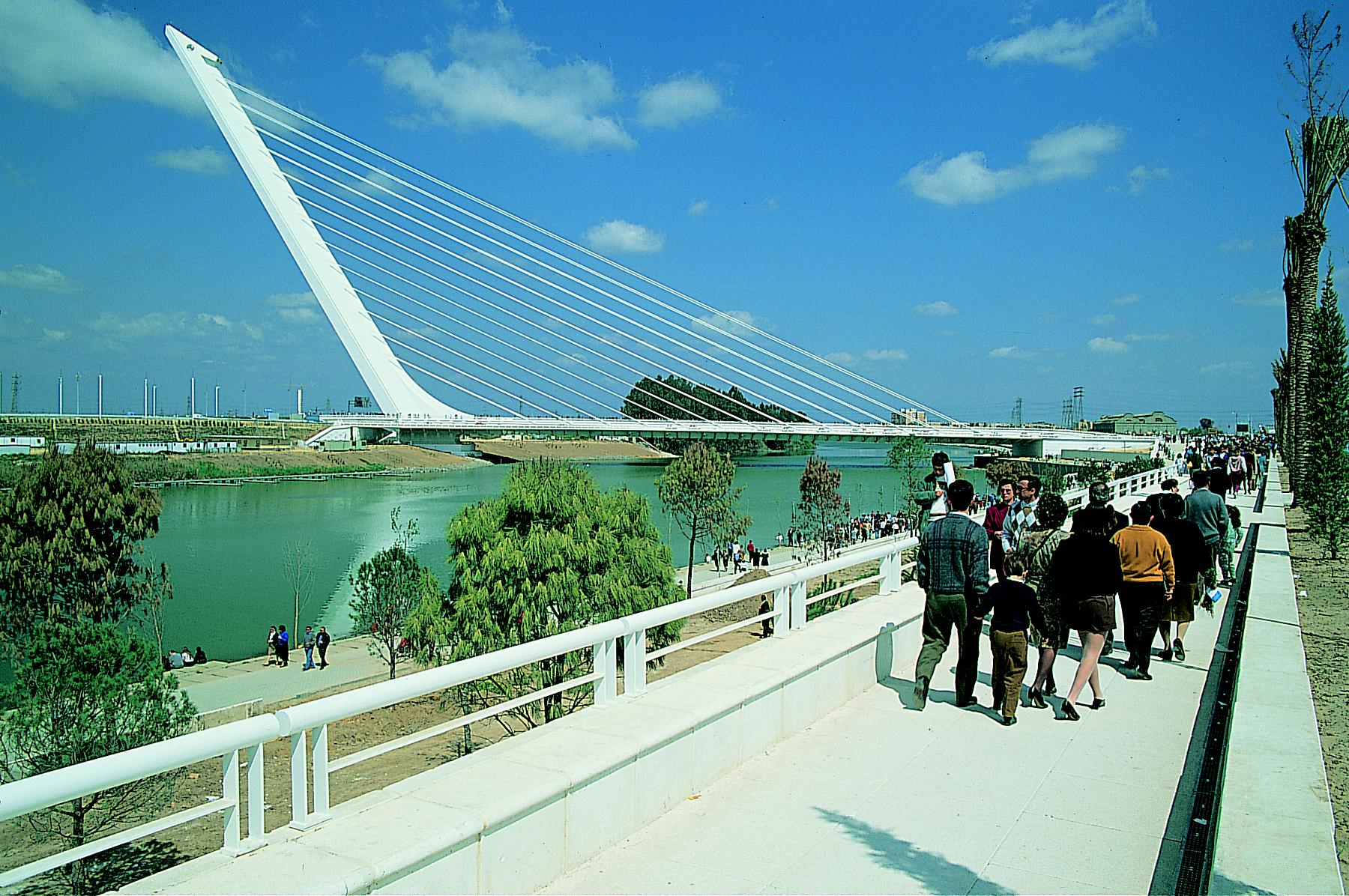
Pont de l'Alamillo, Sevilla, amb el pilar de banda i sense tirants a l'altre costat del pilar.

És un pont similar al pont atirantat asimètric, llevat que els cables no continuen fins al contrapès, sinó que estan ancorats al piló, i el piló subjecta la major part de la força dels cables, a causa del seu propi pes i el seu ancoratge en el terreny. Un dels pioners d'aquest disseny és Santiago Calatrava Valls.